# Награды Астраханской области
Награды Астраханской области — наградная система субъекта Российской Федерации — Астраханской области, утверждённая Губернатором Астраханской области согласно Закону Астраханской области от 5 мая 2004 года № 23/2004-ОЗ «О наградах и иных знаках отличия Астраханской области». Подтверждена и усовершенствована аналогичным законом от 11 марта 2014 года № 8/2014-ОЗ.
Награды и иные знаки отличия Астраханской области являются высшей формой поощрения граждан, предприятий, учреждений и организаций органами государственной власти Астраханской области за особый вклад в экономическое, социальное и культурное развитие, благотворительную деятельность, а также иные заслуги перед Астраханской областью.
Награды Астраханской области призваны стимулировать трудовую и общественную активность населения Астраханской области.

## Перечень наград

### Ордена
| Изображение награды | Наименование награды                           | Дата учреждения   | Правила награждения | Источник                                                                                     |
| ------------------- | ---------------------------------------------- | ----------------- | --- | -------------------------------------------------------------------------------------------- |
|                     | Орден «За заслуги перед Астраханской областью» | 20 июля 2004 года | Орден «За заслуги перед Астраханской областью» является высшей формой поощрения граждан за особый вклад в экономическое, социальное и культурное развитие Астраханской области, благотворительную деятельность, а также иные заслуги перед Астраханской областью. Орденом «За заслуги перед Астраханской областью» награждаются граждане Российской Федерации, как правило, проживающие на территории Астраханской области, иностранные граждане, а также лица без гражданства. Награждённому вручаются орден и удостоверение к нему. Повторное награждение орденом не производится. | Постановление от 20 июля 2004 года № 230 "Об ордене «За заслуги перед Астраханской областью» |

### Медали
| Изображение награды | Наименование награды                                   | Дата учреждения      | Правила награждения | Источник |
| ------------------- | ------------------------------------------------------ | -------------------- | --- | --- |
|                     | Медаль ордена «За заслуги перед Астраханской областью» | 16 декабря 2005 года | Медаль ордена «За заслуги перед Астраханской областью» является формой поощрения за достижение высоких показателей в профессиональной деятельности, иные общественно значимые заслуги, способствующие развитию и процветанию Астраханской области. Медалью ордена «За заслуги перед Астраханской областью» могут быть награждены граждане Российской Федерации, иностранные граждане, а также лица без гражданства, проживающие, как правило, на территории Астраханской области. Награждённому вручаются медаль и удостоверение о награждении медалью. Повторное награждение медалью не производится. | Постановление Губернатора Астраханской области от 16 декабря 2005 года № 734 "О медали ордена «За заслуги перед Астраханской областью» --- |
|                     | Медаль «Материнская слава»                             | 05 мая 2008 года     | Медаль «Материнская слава» является формой поощрения многодетных матерей за успехи, достигнутые в воспитании детей, сохранении семейных ценностей и традиций. Медалью награждаются женщины, проживающие на территории Астраханской области, родившие (усыновившие) и достойно воспитавшие либо продолжающие воспитывать трех и более детей. При награждении медалью учитываются также дети, погибшие или пропавшие без вести при защите СССР или Российской Федерации, либо при исполнении иных обязанностей военной службы и охраны правопорядка, при спасении человеческой жизни в результате стихийных бедствий, террористических актов и техногенных катастроф, а также умершие вследствие ранения, контузии, увечья или заболевания, полученных при вышеуказанных обстоятельствах, либо вследствие трудового увечья или профессионального заболевания, полученных по вине работодателей. Награждение производится по достижении третьим ребёнком возраста трех лет. | Постановление Губернатора Астраханской области от 05 мая 2008 года № 240 "О медали «Материнская слава» ---                                 |
|                     | Памятная медаль «Гордость Астраханской области»        | 22 мая 2015 года     | Медалью награждаются выпускники учебных заведений среднего общего образования Астраханской области, проявившие выдающиеся способности в учебной деятельности: - получившие при сдаче единого государственного экзамена (далее — ЕГЭ) хотя бы по одному из предметов по выбору количество баллов не ниже 90, при наличии по обязательным учебным предметам (русский язык, математика (базовый уровень или профильный уровень) количества баллов, округленных с точностью до целого числа по правилу математического округления, не ниже среднерегионального значения ЕГЭ, определяемого ежегодно государственным бюджетным учреждением Астраханской области «Центр мониторинга в образовании». В случае если выпускник сдал ЕГЭ по математике базового уровня и по математике профильного уровня, комиссией учитываются результаты ЕГЭ по математике того уровня, по которому выпускник получил количество баллов не ниже среднерегионального значения ЕГЭ; - получившие при сдаче ЕГЭ по математике профильного уровня количество баллов не ниже 90, при наличии по русскому языку количества баллов, округленных с точностью до целого числа по правилу математического округления, не ниже среднерегионального значения ЕГЭ, определяемого центром мониторинга в образовании; - призеры и победители заключительного этапа Всероссийской олимпиады школьников. | Постановление Губернатора Астраханской области от 22 мая 2015 года № 43 "Об учреждении памятной медали «Гордость Астраханской области»     |

### Знаки
| Изображение награды              | Наименование награды                                                                          | Дата учреждения      | Правила награждения | Источник |
| -------------------------------- | --------------------------------------------------------------------------------------------- | -------------------- | --- | --- |
| I степени II степени III степени | Знак отличия «Честь и Слава» I, II и III степени                                              | 10 октября 2014 года | Знак отличия «Честь и Слава» является формой поощрения за особый вклад в экономическое, социальное, культурное развитие Астраханской области и иные общественно значимые заслуги, способствующие процветанию Астраханской области. Знак отличия имеет три степени: I, II и III. Высшей степенью знака отличия является I степень. Награждение знаком отличия осуществляется последовательно — от низшей степени к высшей. Повторное награждение знаком отличия той же степени не производится. Награждение знаком отличия очередной степени за новые заслуги и достижения осуществляется не ранее чем через два года со дня предыдущего награждения. Награждение знаком отличия до истечения указанного срока осуществляется по решению Губернатора Астраханской области в исключительных случаях (за совершение подвига, проявленные мужество, смелость и отвагу). Знаком отличия награждаются граждане Российской Федерации, иностранные граждане и лица без гражданства. К награждению знаком отличия представляются физические лица, имеющие общий трудовой стаж не менее пятнадцати лет, ранее отмеченные одной из наград Астраханской области, со дня награждения которой прошло не менее двух лет. Награждение знаком отличия производится распоряжением Губернатора Астраханской области. Знак отличия и удостоверение о награждении знаком отличия вручаются Губернатором Астраханской области либо лицом, уполномоченным Губернатором Астраханской области, в обстановке торжественности и гласности. Знак отличия носится на правой стороне груди и при наличии государственных наград Российской Федерации располагается ниже их перед Почётным знаком Губернатора Астраханской области «За профессиональные заслуги» в порядке снижения степени. По решению Губернатора Астраханской области награждение знаком отличия может производится посмертно. | Постановление Губернатора Астраханской области от 10 октября 2014 года № 94 "О знаке отличия «Честь и Слава» ---                                                                       |
|                                  | Нагрудный знак «Благодетель Губернии» --- (Звание «Благодетель Губернии»)                     | 4 октября 2005 года  | Звание «Благодетель Губернии» является формой поощрения за бескорыстную долговременную или весомую единовременную благотворительную помощь жителям Астраханской области, значительный вклад в дело сохранения и приумножения культурного и духовного наследия, укрепления мира и межнационального согласия, иные заслуги перед областью. Звание может быть присвоено гражданам Российской Федерации, иностранным гражданам, лицам без гражданства. Лицу, удостоенному звания, вручаются нагрудный знак и грамота о присвоении звания «Благодетель Губернии» | Постановление Губернатора Астраханской области от 4 октября 2005 г. № 601 "О звании «Благодетель Губернии»                                                                             |
|                                  | Почётный знак Губернатора Астраханской области «За профессиональные заслуги»                  | 5 августа 2008 года  | Почётный знак Губернатора Астраханской области «За профессиональные заслуги» является формой поощрения за высокое профессиональное мастерство и добросовестный труд на протяжении 15 и более лет в одной из областей трудовой деятельности. Знаком могут быть награждены граждане Российской Федерации, иностранные граждане, а также лица без гражданства, проживающие, как правило, на территории Астраханской области. Награждённому вручаются знак и удостоверение о награждении знаком. Повторное награждение знаком не производится. | Постановление от 5 августа 2008 года № 407 "О почётном знаке Губернатора Астраханской области «За профессиональные заслуги»                                                            |
|                                  | Почётный знак Думы Астраханской области «За развитие парламентаризма и гражданского общества» | 10 декабря 2013 года | Почётным знаком Думы Астраханской области «За развитие парламентаризма и гражданского общества» награждаются граждане Российской Федерации, иностранные граждане и лица без гражданства, как правило, проживающие на территории Астраханской области, в целях признания их личных заслуг в деятельном служении интересам гражданского общества, парламентском строительстве, результативном участии в нормотворчестве, значимых научных исследованиях по истории, теории, практике парламентаризма и институтов гражданского общества, профессиональном освещении парламентской деятельности в средствах массовой информации, за вклад в развитие и укрепление основ гражданского общества, успешную реализацию, поддержку социальных, общественно значимых инициатив, а также за многолетнее и эффективное взаимодействие с Думой Астраханской области. Депутаты Думы, депутаты представительных органов муниципальных образований Астраханской области созыва, действующего на момент награждения, могут быть награждены Почётным знаком при условии, что они являлись депутатами предыдущего (предыдущих) созыва (созывов) законодательного (представительного) органа государственной власти Астраханской области, представительных органов муниципальных образований Астраханской области. | Постановление Думы Астраханской области от 10 декабря 2013 года № 691/11 "О Положении о Почётном знаке Думы Астраханской области «За развитие парламентаризма и гражданского общества» |

### Грамоты и благодарственные письма
| Изображение награды | Наименование награды                                     | Дата учреждения      | Правила награждения | Источник |
| ------------------- | -------------------------------------------------------- | -------------------- | --- | --- |
|                     | Почётная грамота Думы Астраханской области               | 25 декабря 2012 года | Почётной грамотой Думы Астраханской области награждаются граждане Российской Федерации, как правило, проживающие на территории Астраханской области, иностранные граждане, лица без гражданства, а также предприятия, учреждения или организации, в том числе общественные объединения, за особый вклад в развитие законодательства, совершенствование деятельности органов государственной власти Астраханской области и органов местного самоуправления, укрепление демократии и конституционного строя, обеспечение прав и свобод граждан, формирование и реализацию экономической и социальной политики Астраханской области, иные заслуги перед Астраханской областью, многолетний добросовестный труд, а также в связи с профессиональными праздниками, памятными и юбилейными датами. | Положение от 25 декабря 2012 года № 782/13 «О Почётной грамоте Думы Астраханской области»                                              |
|                     | Почётная грамота Губернатора Астраханской области        | 14 июля 2004 года    | Почётная грамота Губернатора Астраханской области является формой поощрения граждан за заслуги в содействии социально-экономическому, общественно-политическому и культурному развитию Астраханской области, значительный вклад в дело обеспечения законности, правопорядка и общественной безопасности, многолетний добросовестный труд, а также в связи с профессиональными праздниками, памятными и юбилейными датами. При этом юбилейными датами для граждан считаются 50, 55 (для женщин), 60, 70, 75 и далее через каждые 5 лет со дня рождения. | Постановление от 14 июля 2004 года № 224 «О Почётной грамоте Губернатора Астраханской области»                                         |
|                     | Благодарственное письмо Думы Астраханской области        | 9 декабря 2010 года  | В соответствии с Законом Астраханской области «О наградах и иных знаках отличия Астраханской области» Благодарственное письмо Астраханской области является формой поощрения граждан, предприятий, учреждений и организаций за особый вклад в экономическое, социальное и культурное развитие, благотворительную деятельность, а также иные заслуги перед Астраханской областью. | Положение от 9 декабря 2010 года № 613/11 «О Благодарственном письме Думы Астраханской области»                                        |
|                     | Благодарственное письмо Губернатора Астраханской области | 20 июля 2004 года    | Благодарственное письмо Губернатора Астраханской области является формой поощрения за многолетний безупречный труд, высокие профессиональные достижения, значительный вклад в экономическое, социальное и культурное развитие Астраханской области, благотворительную деятельность, а также в связи с профессиональными праздниками, памятными и юбилейными датами. Благодарственным письмом могут быть отмечены граждане Российской Федерации, иностранные граждане, лица без гражданства, а также юридические лица. При этом юбилейными датами для юридических лиц считаются 50, 100 и каждые последующие 50 лет со дня основания, а для физических лиц — 50, 55 (для женщин), 60, 70, 75 и далее каждые 5 лет со дня рождения.                                                            | Постановление Губернатора Астраханской области от 20 июля 2004 года № 228 «О Благодарственном письме Губернатора Астраханской области» |

## Награды Ассоциации муниципальных образований (АМО) Астраханской области
| Изображение награды | Наименование награды                                                                 | Дата учреждения | Правила награждения | Источник |
| ------------------- | ------------------------------------------------------------------------------------ | --------------- | --- | --- |
|                     | Почётный знак «За заслуги в развитии местного самоуправления в Астраханской области» | 2013 год        | Почётным знаком АМО «За развитие местного самоуправления» награждаются граждане, проживающие на территории Астраханской области и других регионов Российской Федерации, а также иностранные граждане, внесшие особый вклад в развитие местного самоуправления в Астраханской области. Вместе с Почётным Знаком вручается удостоверение к нему. Фамилии, имена и отчества награждённых Почётным Знаком вместе с фотографией и кратким описанием их заслуг заносятся в Почётную Книгу АМО. | Положение «О Почётном Знаке „За развитие местного самоуправления“» на Портале местного самоуправления Астраханской области                       |
|                     | Почётный знак «За добросовестный труд в органах местного самоуправления»             | 2013 год        | Почётным знаком АМО «За добросовестный труд в органах местного самоуправления» награждаются граждане, проживающие на территории Астраханской области, добросовестно проработавшие в органах местного самоуправления и внесшие особый вклад в развитие местного самоуправления на территории своего муниципального образования и в Астраханской области. Вместе с Почётным Знаком вручается удостоверение к нему. Фамилии, имена и отчества награждённых Почётным Знаком вместе с фотографией и кратким описанием их заслуг заносятся в Книгу Почёта «За добросовестный труд в органах местного самоуправления» Ассоциации (Совета) муниципальных образований Астраханской области. | Положение «О Почётном Знаке „За добросовестный труд в органах местного самоуправления“» на Портале местного самоуправления Астраханской области  |
|                     | Почётная грамота Ассоциации муниципальных образований Астраханской области           | 2013 год        | Почётная грамота Ассоциации (Совета) муниципальных образований Астраханской области является формой поощрения граждан Астраханской области за безупречную и эффективную работу в органах местного самоуправления, органах государственной власти, осуществляющих функции в сфере местного самоуправления. Почётной грамотой награждаются граждане по решению Совета АМО. Вместе с Почётной грамотой может вручаться денежная премия — за счёт ходатайствующей стороны. | Положение «О Почётной грамоте Ассоциации муниципальных образований Астраханской области» на Портале местного самоуправления Астраханской области |